# Bakoerianis Andeziti
Bakoerianis Andeziti (Georgisch: ბაკურიანის ანდეზიტი) is een dorp met ongeveer 450 inwoners (2018) in de gemeente Bordzjomi van de regio Samtsche-Dzjavacheti in centraal-Georgië. Het dorp is gesitueerd in het Trialetigebergte op de rechteroever van de Bordzjomoela, een rechterzijrivier van de Mtkvari, op een hoogte van 1.560 meter boven zeeniveau.
Na de sluiting van de lokale andesietsteengroeve zijn hotels ten behoeve van Bakoeriani de voornaamste activiteit. Het dorp ligt 110 km ten westen van hoofdstad Tbilisi, 14 kilometer ten zuidoosten van het gemeentelijk centrum Bordzjomi en vijf kilometer van skioord Bakoeriani. 

## Toponiem
Het toponiem is afgeleid van de andesiet steengroeve die hier in de Sovjetperiode actief was en het nabijgelegen Bakoeriani.

## Geschiedenis

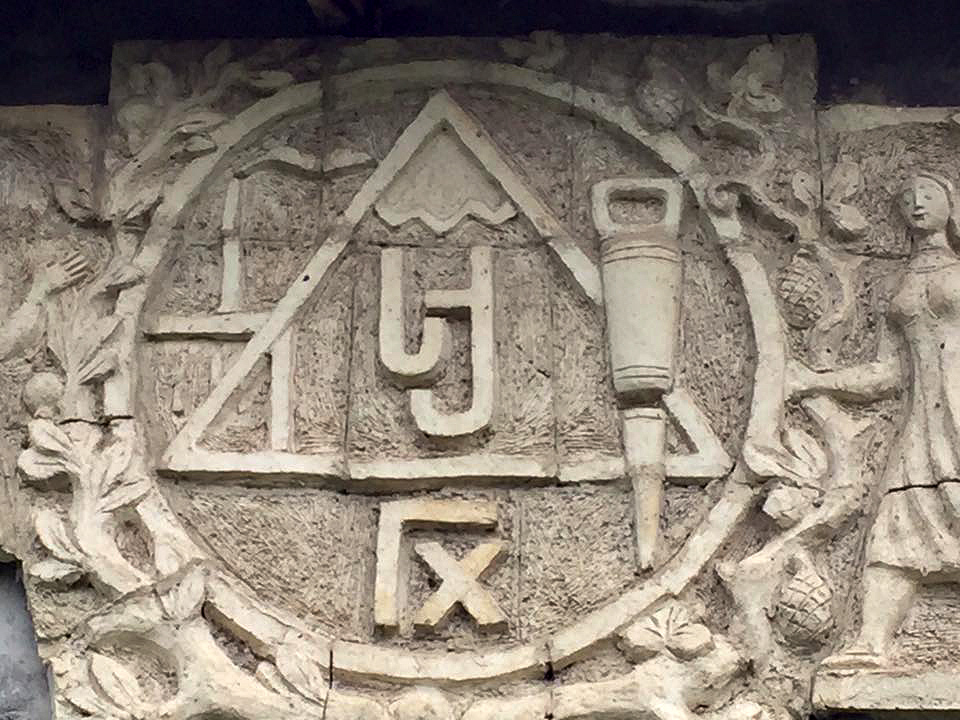
Andesiet groeve en fabriek

Het dorp Bakoerianis Andeziti werd opgericht nadat er in de omgeving andesiet werd ontdekt, dat vanaf 1932 uit een steengroeve gedolven werd. Het is de grootste bekende voorraad andesiet in Georgië. Het dorp werd toepasselijk vernoemd naar het gesteente. Met de jaren kreeg Bakoerianis Andeziti steeds meer faciliteiten waardoor het in 1956 de status 'nederzetting met stedelijk karakter' (daba) verkreeg. In 1933 kwam er een fabriek om de stenen te verwerken. 
Om het andesiet af te kunnen voeren kwam er vanaf het dorp Sakotsjavi een aftakking van de Bordzjomi - Bakoeriani smalspoorlijn. Op het hoogtepunt waren ongeveer 400 mensen in dienst van de fabriek en steengroeve, en werd er jaarlijks ongeveer 45-50 kiloton aan steen geproduceerd, dat zowel in de Sovjet-Unie als in het buitenland werd afgezet. Voor de arbeiders werden een aantal appartementengebouwen gebouwd.
De exploitatie liep sterk terug na de val van de Sovjet-Unie en werd uiteindelijk medio 2000 stilgelegd, ook al zou er nog meer dan 4 miljoen ton aan andesiet in de grond zitten. De spooraftakking naar Bakoerianis Andeziti is niet meer in gebruik, maar de rails ligt er nog gedeeltelijk. Bakoerianis Andeziti raakte in verval, en de werkloze inwoners vetrokken naar elders of vonden werk in Bakoeriani waar sinds 2005 is geïnvesteerd in het skitoerisme. In meer recente jaren zijn in Bakoerianis Andeziti ook toeristenhotels gekomen ten behoeve van de wintersport in Bakoeriani. Niettemin werd het per 1 januari 2019 gedegradeerd van nederzetting met stedelijk karakter (daba) naar een dorp.

## Demografie
Begin 2018 had Bakoerianis Andeziti 457 inwoners. Volgens de volkstelling van 2014 bestond het dorp voor 63,4% uit Georgiërs en voor 25,6% uit Armeniërs. Daarnaast wonen er Russen (7%) en Osseten.
| Jaar                                                             | 1939 | 1959 | 1970 | 1979 | 1989 | 2002 | 2014 | 2018 |
| ---------------------------------------------------------------- | ---- | ---- | ---- | ---- | ---- | ---- | ---- | ---- |
| Aantal                                                           | -    | -    | 403  | 387  | 488  | 514  | 352  | 457  |
| Verantwoording data: Bevolkingsstatistiek Georgië 1897 tot heden |      |      |      |      |      |      |      |      |